# Banna Strand
Banna Strand är en strand i republiken Irland.   Den ligger i grevskapet Kerry och provinsen Munster, i den sydvästra delen av landet, 270 km väster om huvudstaden Dublin.